# Amphiblestrum (Aviculamphiblestrum) ruggeroi
Amphiblestrum (Aviculamphiblestrum) ruggeroi is een mosdiertjessoort uit de familie van de Calloporidae. De wetenschappelijke naam van de soort is voor het eerst geldig gepubliceerd in 1999 door Rosso.